# Interacció de galàxies

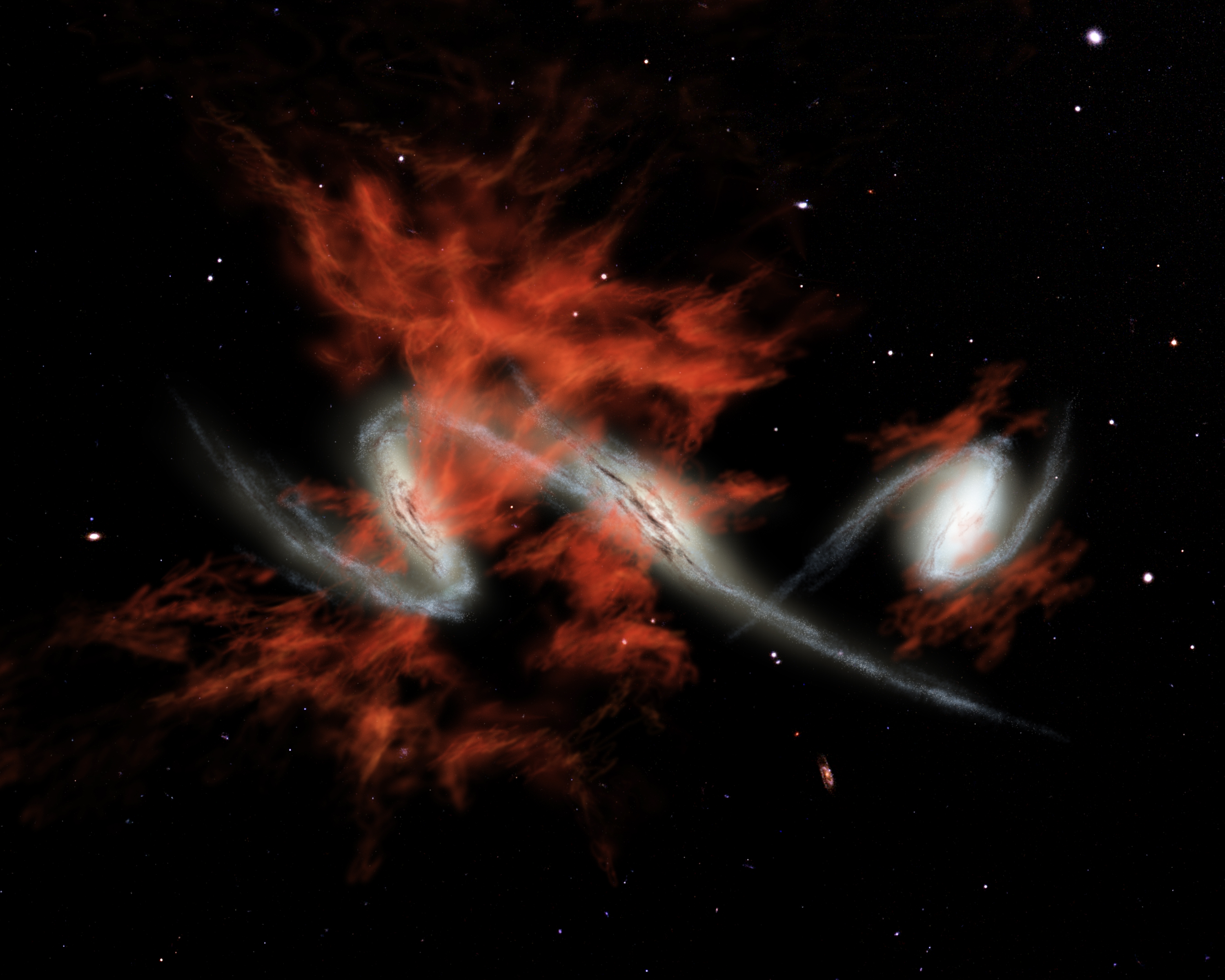
Dibuix artístic de galàxies interaccionant

La interacció de galàxies (col·lisió de galàxies) és el resultat de la pertorbació de la gravetat d'una galàxia sobre una altra. Un exemple d'interacció menor és una galàxia satèl·lit pertorbant el braç espiral de la galàxia primària. Un exemple de pertorbació major seria una col·lisió galàctica.

## Interacció satèl·lit

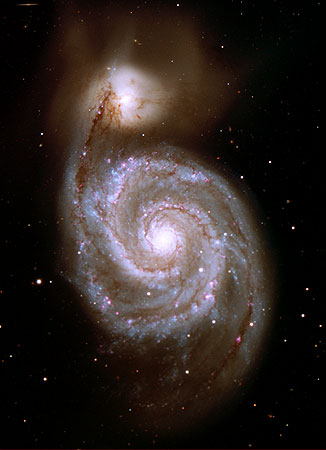
La Galàxia del Remolí amb la seva galàxia irregular satèl·lit NGC 5195

Una galàxia gegant interaccionant amb la seva galàxia satèl·lit és força comú. La gravetat de la galàxia satèl·lit pot atreure un dels braços espirals de la galàxia primària. O inclús la galàxia satèl·lit pot enfonsar-se en la primària (exemple galàxia nana el·líptica de Sagitari. Això pot provocar una petita quantitat de formació estel·lar. El satèl·lit pot ser una aspiradora i absorbir algunes de les estrelles de la primària o a l'inrevés.

## Col·lisió de galàxies

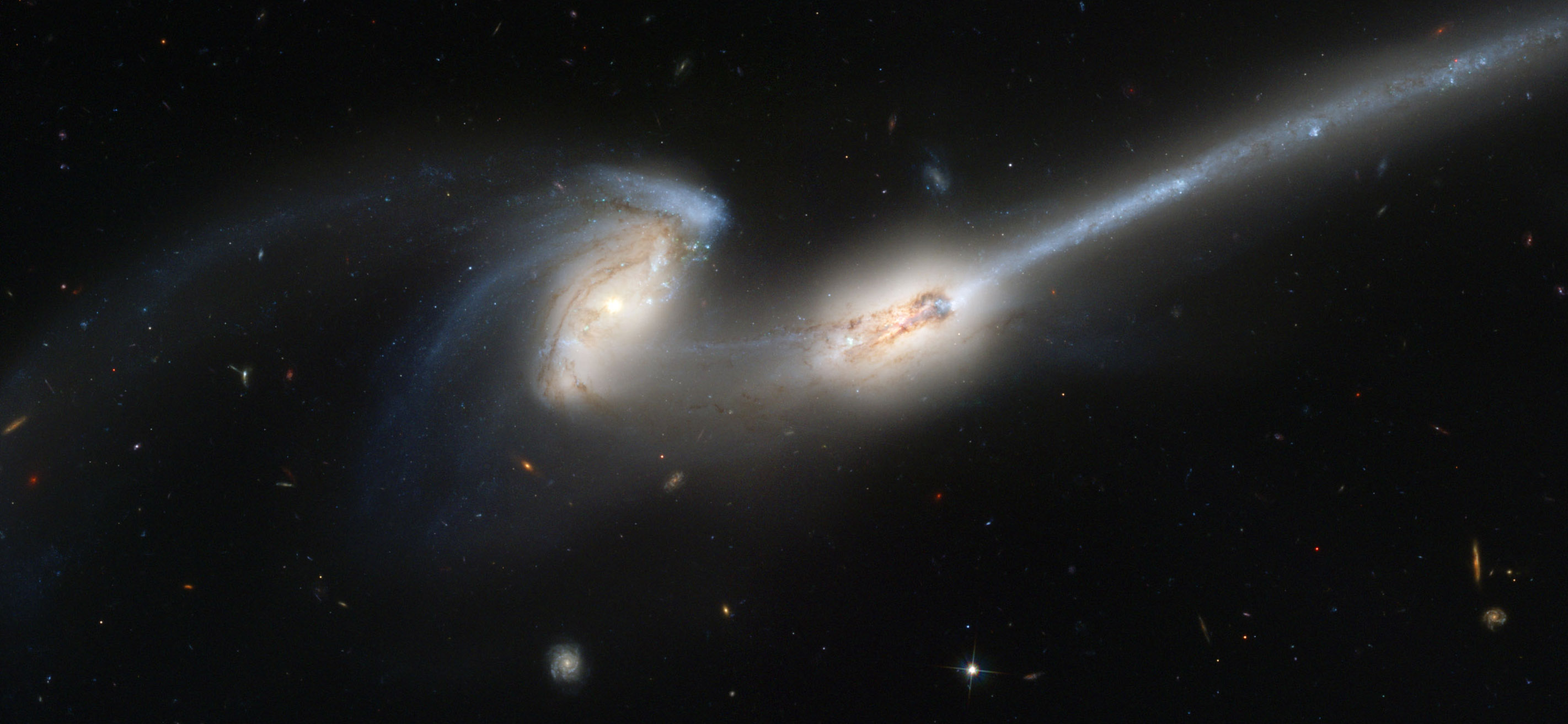
Les Galàxies dels Ratolins

La col·lisió de galàxies són comunes en l'evolució galàctica. Degut a distribució extremadament tènue de la matèria en les galàxies, no es tracta de col·lisions pròpiament dites, sinó més aviat d'interacció gravitacional. Una col·lisió pot comportar una fusió de galàxies. Això succeeix quan dues galàxies col·lideixen i no tenen prou moment lineal per a continuar el viatge després de la col·lisió. Llavors, de mica en mica s'uneixen fins a formar una sola galàxia. Si una de les galàxies que col·lideix és molt més gran que l'altra, restarà prou intacta després de la fusió, és a dir, la galàxia més gran semblarà més o menys com abans, mentre que la petita serà desmembrada i passarà a formar part de la gran. Si una galàxia passa a través de l'altra la pertorbació de la forma de la galàxia és menor que en la fusió, ja que les dues galàxies mantindrien el seu material i la seva forma després de travessar-se.

## Canibalisme galàctic
El canibalisme galàctic es refereix al procés pel qual una galàxia gran, a través d'interaccions gravitacionals de marea amb una companya, es fusiona amb la companya, conformant una galàxia més gran i sovint irregular.
El resultat més comú de la fusió gravitacional de dues o més galàxies és una galàxia irregular, que tant pot ser el·líptica com espiral.
S'ha suggerit que el canibalisme galàctic està succeint actualment entre la Via Làctia i els núvols de Magallanes. Com a prova d'aquesta teoria s'addueixen els fluxos d'hidrogen en forma d'arc gravitacionalment atrets cap a la Via Làctia des d'aquestes dues galàxies nanes (corrent magallànic).

## Importants galàxies en interacció
| Nom                                | Tipus        | Distance (million al) | Magnitud | Notes                                              |
| ---------------------------------- | ------------ | --------------------- | -------- | -------------------------------------------------- |
| Galàxia del Remolí (M51)           | SAc (SB0-a)  | 37                    | +8.4     | Satèl·lit interaccionant amb la seva primària      |
| NGC 2207 i IC 2163                 | SAc/SAbc     | 114                   | +11      | Galàxies en la primera fase de col·lisió galàctica |
| Galàxies dels Ratolins (IC 819/20) | S0/SB(s)ab   | 300                   | +13.5    | Galàxies en la segona fase de col·lisió galàctica  |
| NGC 1097                           | SB(s)bc (E6) | 45                    | +9.5     | Satèl·lit interaccionant amb la seva primària      |
| Galàxies Antennae (NGC 4038/9)     | SAc/SBm      | 68                    | +10.3    | Galàxies en la tercera fase de col·lisió galàctica |
| NGC 520                            | S            | 100                   | +11.3    | Galàxies en la tercera fase de col·lisió galàctica |

## Futura col·lisió de la Via Làctia amb la Galàxia d'Andròmeda
Els astrònoms estimen que la nostra galàxia, la Via Làctia, col·lidirà amb la galàxia d'Andròmeda d'aquí a tres mil milions d'anys. Es creu que les dues galàxies espirals es fusionaran per formar una galàxia el·líptica.